# Švédské kapky

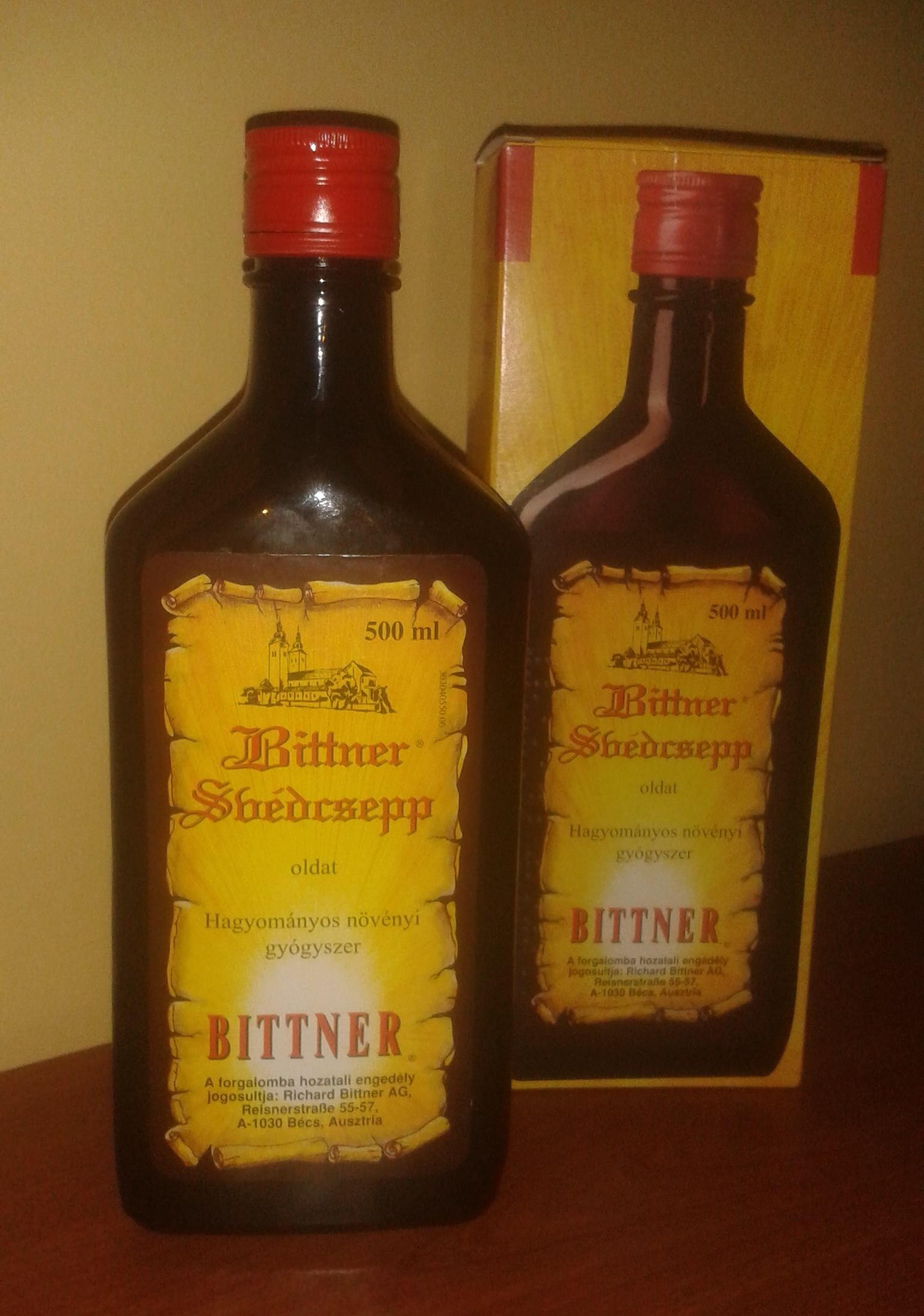
Švédské kapky rakouského výrobce z roku 2016

Švédské kapky jsou tinkturou – léčivou směsí bylinek zalitých alkoholem. Recept na Švédské kapky se našel ve spisech po smrti slavného švédského lékaře Clause Samsta.
Claus Samst zemřel až ve svých 104 letech po pádu z koně.

## Použití
Bylinkářka Maria Treben považovala Švédské kapky za všelék. Účinky uváděné jedním z výrobců jsou však tyto[nedostupný zdroj]:
- povzbuzují chuť k jídlu
- pomáhají při pocitu plnosti žaludku a při nadýmání

## Recept na Švédské kapky podleMarie Treben
- 10 g aloe
- 5 g myrhy
- 0,2 g šafránu
- 10 g listu senny
- 10 g kafru
- 10 g kořene reveně
- 10 g oddenku zedorie
- 10 g many
- 10 g theriaku
- 5 g kořene pupavy
- 10 g kořene anděliky

Švédské byliny naplníme do dvoulitrové lahve, zalijeme 1,5 litrem 38–40% žitné pálenky (nebo jiné ovocné pálenky) a vše necháme na slunci nebo v blízkosti kamen stát 14 dní. Každý den protřepeme, stejně jako když odléváme do menší láhve nebo odebíráme k použití. Bylinky mohou zůstat v nálevu šest týdnů nebo i déle. Potom tekutinu plníme do menších lahviček. Takto můžeme elixír uchovat i několik let. Čím déle leží, tím je účinnější.

## Věda a fytoterapie
Přestože rostliny obsahují nejrůznější léčivé chemické látky, jsou účinky bylin často zpochybňovány.